# Tupiniquins
Los tupiniquins, también llamados tupinaquis, topinaquis y tupinanquins, son un grupo indígena brasileño que pertenece a la nación tupi. Hacia el siglo XVI habitaban dos regiones del litoral de Brasil: el sur del actual estado de Bahía y el litoral del actual estado de São Paulo entre Cananéia y Bertioga, así como la zona de campos en la cima de la sierra próxima a esta última región. Fueron el grupo indígena encontrado por la escuadra portuguesa de Pedro Álvares Cabral, el 23 de abril de 1500. Actualmente habitan tierras indígenas en el municipio de Aracruz, en el norte del estado de Espírito Santo. 